# St. Petri (Mulsum)

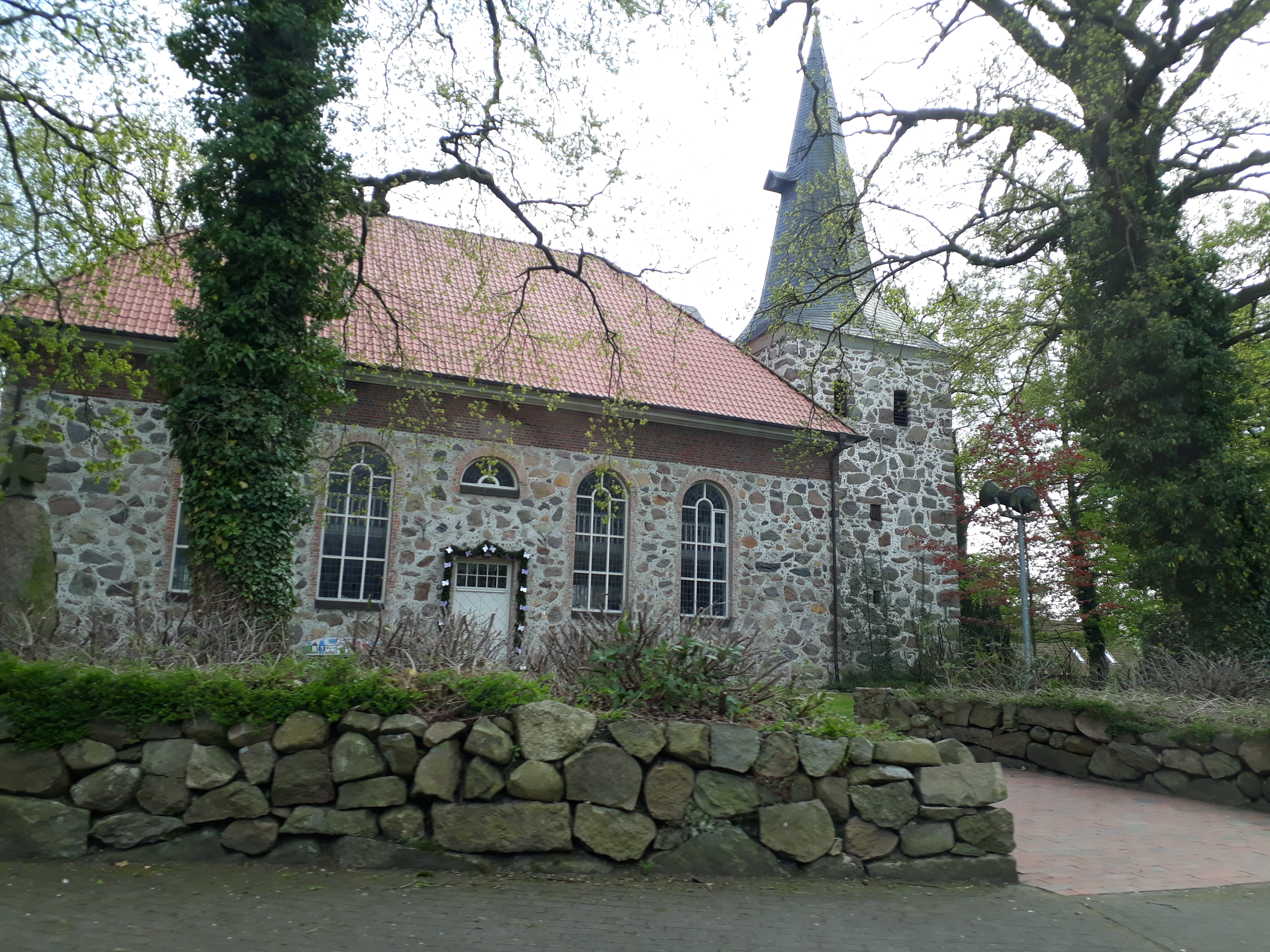
St.-Petri-Kirche

Die evangelische St.-Petri-Kirche ist ein Kirchengebäude in Mulsum, einem Ortsteil von Kutenholz im Landkreis Stade (Niedersachsen).

## Geschichte
Die erste Kirche in Mulsum, bei der es sich um eine kleine Taufkapelle handelte, wurde 786 durch Willehad erbaut. Um 1100 wurde Mulsum eine selbstständige Pfarre mit eigenem Pastor; jener kam zu früheren Zeiten noch aus Harsefeld.

## Baugeschichte

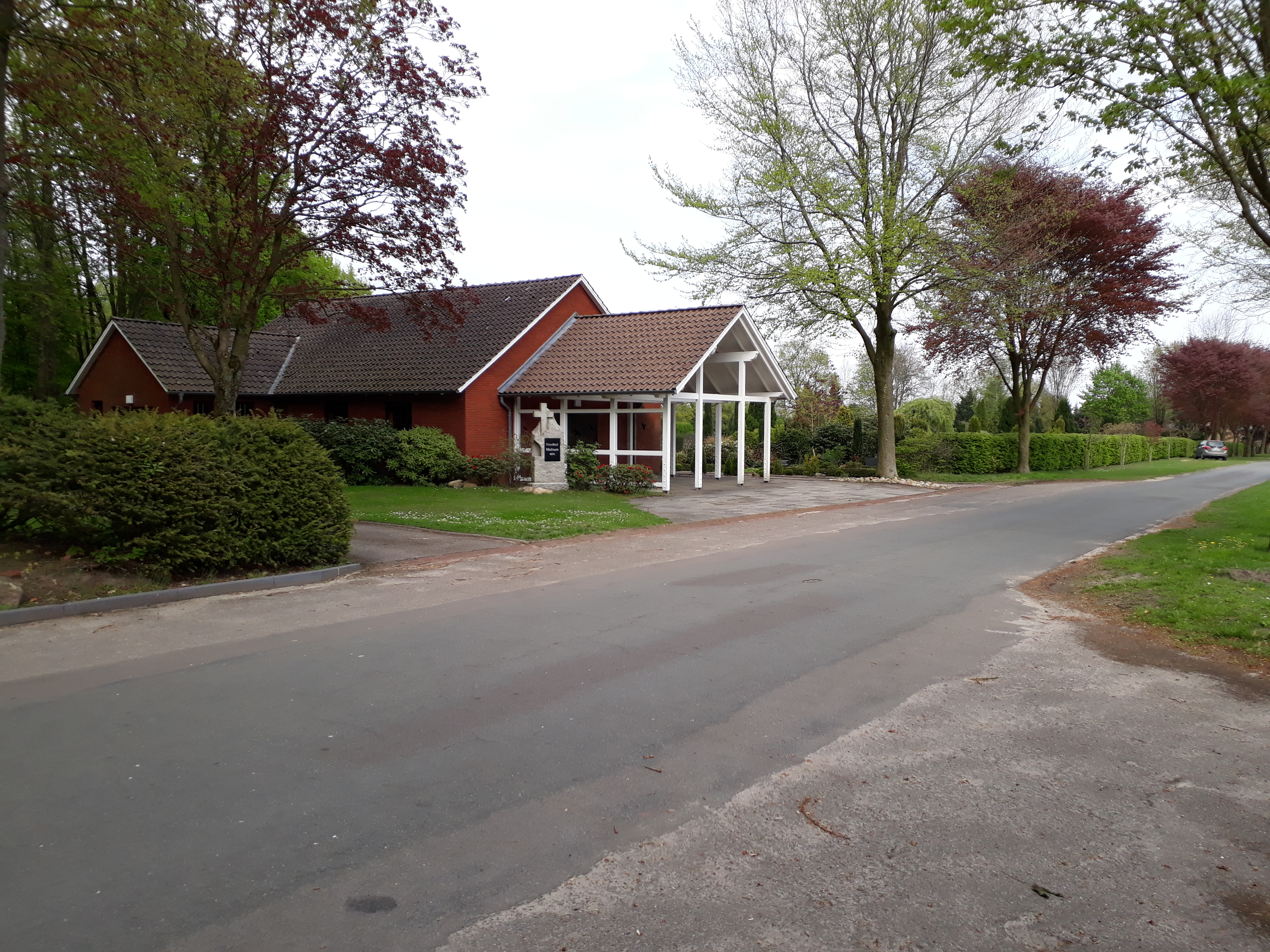
Friedhof

Wann die jetzige Kirche genau gebaut wurde, ist nicht bekannt. Fest steht, dass sie der älteste Kirchenbau im Umkreis ist. Das jetzige Kirchenschiff stammt aus dem Jahre 1801. 
Das erste Kirchenbuch wurde 1667 geführt. Im Jahr 1751 wurde ein neues Pfarrhaus gebaut, das heute als Gemeindehaus fungiert. 1782 wurde für 2000 Reichstaler ein neuer Turm gebaut, nachdem der alte eingestürzt war. 1801 wurde das Kirchenschiff erneuert. Ab 1840 weigerten sich die Mulsumer Bauern, die Zehnten zu zahlen, die daraufhin erlassen wurden. 
1866 wurde eine Orgel von Johann Hinrich Röver aus Stade bestellt, die 1869/79 eingebaut wurde.
1874 wurde der neue Friedhof am Ortsrand eingeweiht und der alte Friedhof an der Kirche geschlossen. 
1920 wurde die Turmuhr vom Uhrmachermeister Wülpern eingebaut. Die Schlagglocke stammte aus dem Jahre 1741 und wurde von Johann Andreas Bieber aus Hamburg gegossen. 
1933/1934 wurde der Innenraum und insbesondere Altar und Kanzel renoviert. Ein neues und bequemeres Sitzgestühl sowie elektrische Beleuchtung wurden 1962 angeschafft. Weitere Sanierungsmaßnahmen folgten 1995/96 und 1998–2001.

## Ausstattung
Der Altar mit Altarschranken zeigt den sterbenden Jesus Christus. Auf ihm liegt die Altarbibel aus dem Jahre 1702 von Casper Holwein aus Stade.
Die Kanzel trägt Heiligenfiguren und befindet sich über dem Altar. Das Kirchengestühl, der handgewebte Teppich vor dem Altar und der Taufstein stammen aus den 1930er bzw. 1960er Jahren.
Die Orgel wurde 1869/70 von Johann Hinrich Röver auf der Westempore eingebaut. Sie wurde 1989/1090 von Martin Haspelmath renoviert und auf den ursprünglichen Zustand zurückgeführt. Die Disposition lautet wie folgt.
| I Manual C–f3 |     |
| Bordun        | 16′ |
| Prinzipal     | 8′  |
| Hohlflöte     | 8′  |
| Octave        | 4′  |
| Octave        | 2′  |
| Mixtur IV     |     |
| Trompete      | 8′  |

| II Manual C–f3 |    |
| Traversflöte   | 8′ |
| Gedact         | 8′ |
| Gedactflöte    | 4′ |
| Flöte          | 2′ |

| Pedal C–d1    |     |
| Subbass       | 16′ |
| Prinzipalbass | 8′  |
| Gedactbass    | 8′  |
| Oktave        | 4′  |
| Posaune       | 16′ |

- Koppeln: II/I, I/P (II/P koppelt durch)

Im Turm befinden sich drei Bronzeglocken aus dem Jahr 1960, die die vorherigen Stahlglocken von 1925 ersetzen. Eine der beiden befindet sich heute im Glockenstuhl von 1985 am Gemeindehaus in Kutenholz. Erhalten hat sich bis heute eine Glocke aus dem Jahre 1741.

## Gemeinde
1100 wurde Mulsum eine eigene Pfarre. Im 14. Jahrhundert mussten auch die Bewohner von Ahlerstedt, Bevern und Hagen in Mulsum zur Kirche und mussten so Strecken von teilweise 25 km zu Fuß absolvieren.
Um 1500 gehörten die Dörfer Mulsum, Etzell, Heßedorpe, Swynge, Groten Vredenbeck, Lütken Vredenbeck, Wedell, Aspe und Heymenkenbostel zum Kirchspiel. Ab 1795 gehörte zudem die Siedlung Hohenmoor, ab 1822 Sadersdorf zum Kirchspiel. 1859 wurde Hesedorf nach Bevern umgepfarrt. 
In den 1950er Jahren erhielt Fredenbeck eine eigene Kirche. Heute gehört die Kirche Mulsum zur evangelisch-lutherischen Kirchengemeinde St. Petri Mulsum des Kirchenkreises Buxtehude im Sprengel Stade der Evangelisch-Lutherischen Landeskirche Hannovers mit den Dörfern Mulsum, Kutenholz, Essel, Aspe, Sadersdorf und Schwinge.